# Повідь Всіх святих (1570)
Повідь Всіх Святих (нід. Allerheiligenvloed) — стихійне лихо, яке сталося 1 листопада 1570 на узбережжі Нідерландів. Воно торкнулося міста Егмонд, Берген-оп-Зом і Сафтінге.
Вперше за всю історію повеней у Нідерландах була зроблена спроба попередити жителів — вранці 1 листопада 1570 року Бергенська міська рада поширила попередження про «виключно сильну повінь». Однак це не допомогло уникнути численних жертв.
Тривалий шторм підняв воду на значну висоту (вище, ніж за тяжкого повені 1953 року). Хвильою були зламані численні греблі по всьому узбережжю країни. Результатом цього стали величезні повені та великі руйнування. Загальна кількість загиблих, включаючи тих, хто перебував в інших країнах, складала понад 20 тисяч осіб, але точних даних немає. Десятки тисяч людей стали бездомними, у величезних кількостях було втрачено худобу. Були знищені зимові запаси їжі та фуражу. У Зеландії були надовго втрачені маленькі острови Вюлпен (Wulpen), Кузанд (Koezand), Кадзанд (Cadzand) і Стьойвезанд (Stuivezand) ).